# Kystfiskeri
Kystfiskeri er både lystfiskeri fra kysten eller båd tæt på land og erhvervsfiskeri med mindre både nær kysten .

## Lystfiskeri
"Surfcasting" er et begreb inden for kystfiskeri. Surfcasting går ud på at kaste, en som regel agnet krog, langt ud i vandet, som regel mere en 100 meter. 
De fleste kystfiskere fisker efter arter så som havørred, hornfisk, makrel, sild, rødspætte, skrubbe og ising. 
Kystfiskere bliver som regel delt op i 3 kategorier: Fluefiskere, spinnefiskere og medefiskere (heriblandt surfcastere). Mens spinne- og fluefiskere som regel fisker efter havørred, hornfisk og makrel er medefiskernes ofte fladfisk. Dog fisker et fåtal af medefiskere efter havørred, hornfisk og makrel.
Spinnefiskere fisker ofte med tynde liner, hvor den kunstige agn (blink, woblere, kystwoblere, spinnere og bombardaflåd) udgør kastevægten. Denne gruppe af fiskere fisker ofte efter hornfisk, havørred m.v.
Medefiskere fisker også med tynde liner, men her udgør et blylod kastevægten. Her er der et par kroge over eller under loddet, et såkaldt "forfang", som så agnes med madding. Maddingen kan være sandorm, børsteorm (mest til skrubbe, rødspætte og ising), tobis, sild, makrel, hornfisk. De fleste større fisk bliver skåret i strimler, hvis de ikke fiskes, mens de er i live.
Fluefiskere bruger fluelinen til at transportere den vægtløse flue ud til fisken. Det vil sige, at det er linen der udgør kastevægten for fluefiskere. Derfor kaster fluefiskere ikke lige så langt som andre former for lystfiskeri, hvorved denne gruppe udskiller sig fra de andre. Der fiskes oftest efter havørred, hornfisk, multer, men stort set alle arter, der kan bide på en flue, fiskes der efter.